# Književna grupa 90+
Književna grupa 90+ neformalna je zagrebačka skupina pjesnika i prozaika rođenih 1990-ih godina. Okupili su se 2015. godine radi povezivanja s generacijski bliskim piscima i želje za afirmacijom na književnoj sceni.
Grupa djeluje javnim čitanjima u Zagrebu i izvan njega, organizacijom književnih tribina i redovitim objavama svojih radova na mreži. 2018. godine grupa je objavila zajednički zbornik poezije i proze pod naslovom Netko podvikne, djeca odrastu.

### Članovi
- Lana Bojanić
- Martin Majcenović
- Lara Mitraković
- Ema Pavlović
- Josip Razum
- Vigor Vukotić

### Bivši Članovi
- Maja Černeli
- Jakob Filić
- Maja Hanić
- Monika Herceg
- Marija Janković
- Vedran Jurić
- Antonio Karlović
- Ante Nenadić

## Vanjske poveznice
- Književna grupa 90+ na Facebooku